# Statite
Uno statite (parola macedonia di statico e satellite) è un ipotetico satellite artificiale che utilizza una vela solare per modificare continuamente la propria orbita, come la gravità da sola non permetterebbe. Nel caso più tipico, uno statite userebbe la vela solare per "fluttuare" in una porzione di spazio che non sarebbe altrimenti possibile per una orbita geosincrona stabile. Sono stati ipotizzati statiti che rimarrebbero in posizioni prefissate sopra i poli della Terra, utilizzando la riflessione della luce solare per contrastare la spinta verso il basso della forza di gravità. Gli statiti potrebbero anche impiegare le proprie vele per cambiare la traiettoria e la velocità lungo orbite più convenzionali, a seconda della funzione richiesta.
Il concetto di statite fu inventato indipendentemente (e circa nello stesso momento) da Robert L. Forward (cui si deve anche l'invenzione del termine) e da Colin McInnes.